# Helcogramma decurrens
Helcogramma decurrens és una espècie de peix de la família dels tripterígids i de l'ordre dels perciformes.

## Morfologia
- Els mascles poden assolir 4,5 cm de longitud total.[2][3]

## Hàbitat
És un peix marí de clima subtropical.

## Distribució geogràfica
Es troba a Austràlia: Austràlia Occidental i Austràlia Meridional.